# Święto Winobrania w Vevey
Święto Winobrania w Vevey (fr. La Fête des Vignerons; oficj. tłum. niem. Das Winzerfest von Vevey, wł. La Festa dei vignaioli di Vevey, retorom. La Festa da la vendemia da Vevey) – tradycyjny festiwal organizowany co ok. 20 lat (raz na pokolenie) w mieście Vevey położonym w regionie winiarskim Lavaux, w kantonie Vaud, w zachodniej Szwajcarii.
Podczas odbywającej się w 2016 roku w Addis Abebie 11. sesji Międzyrządowego Komitetu ds. Ochrony Niematerialnego Dziedzictwa Kulturowego święto wpisane zostało jako pierwsza szwajcarska tradycja na listę reprezentatywną niematerialnego dziedzictwa kulturowego UNESCO.

## Charakterystyka

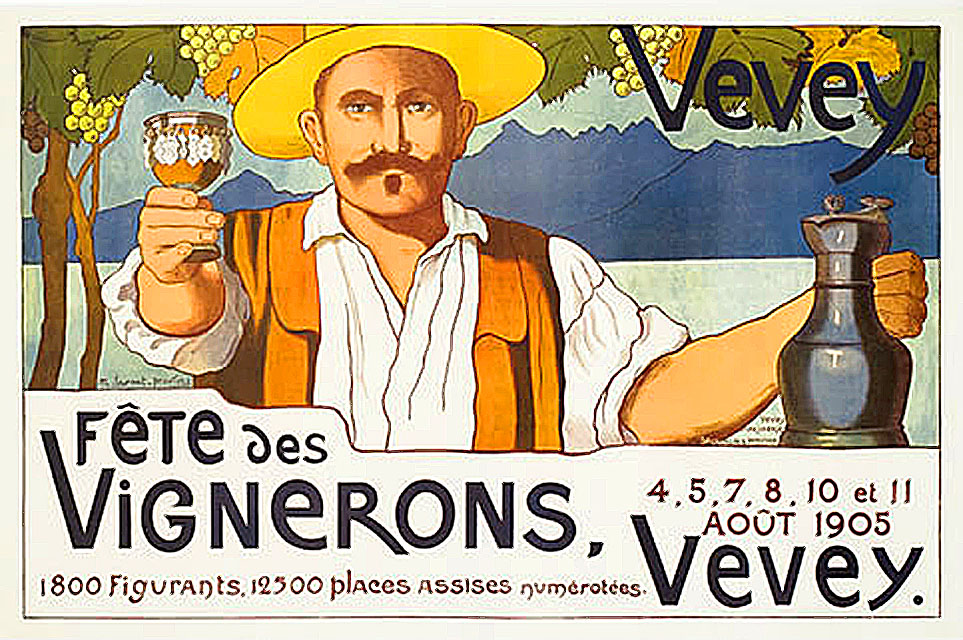
Plakat promujący Święto Winobrania z 1905 roku

Święto Winobrania odbywające się w Vevey wywodzi się z tradycji średniowiecznych korowodów, które miały na celu uczczenie pracy osób zatrudnionych w winnicach regionu Lavaux. Ten charakteryzujący się łagodnym klimatem obszar znajduje się na północnym brzegu Jeziora Genewskiego i od 2007 roku wpisany jest na Listę światowego dziedzictwa UNESCO.
We współczesnym kształcie święto organizowane jest od 1797 roku przez Bractwo Winiarzy z Vevey (fr. La Confrérie des Vignerons de Vevey). Festiwal odbywa się w cyklu pokoleniowym, raz na ok. 20 lat (pięciokrotnie w ciągu stulecia) – kolejne edycje miały miejsce w latach 1819, 1833, 1851, 1865, 1889, 1905, 1927, 1955, 1977, 1999 i 2019.
Pierwotnie podczas święta odbywała się tylko jedna parada. Z czasem jednak obchody rozrastały się i współcześnie obejmują szereg koncertów, teatrów ulicznych, pochodów i innych wydarzeń publicznych trwających przez trzy tygodnie i angażujących tysiące uczestników. Na miesiąc przed rozpoczęciem Święta Winobrania, na miejskim rynku (Place du Marché) położonym na łagodnym zboczu opadającym w stronę jeziora i Alp, budowana jest specjalna arena mogąca pomieścić nawet 20 tys. widzów podziwiających występy.

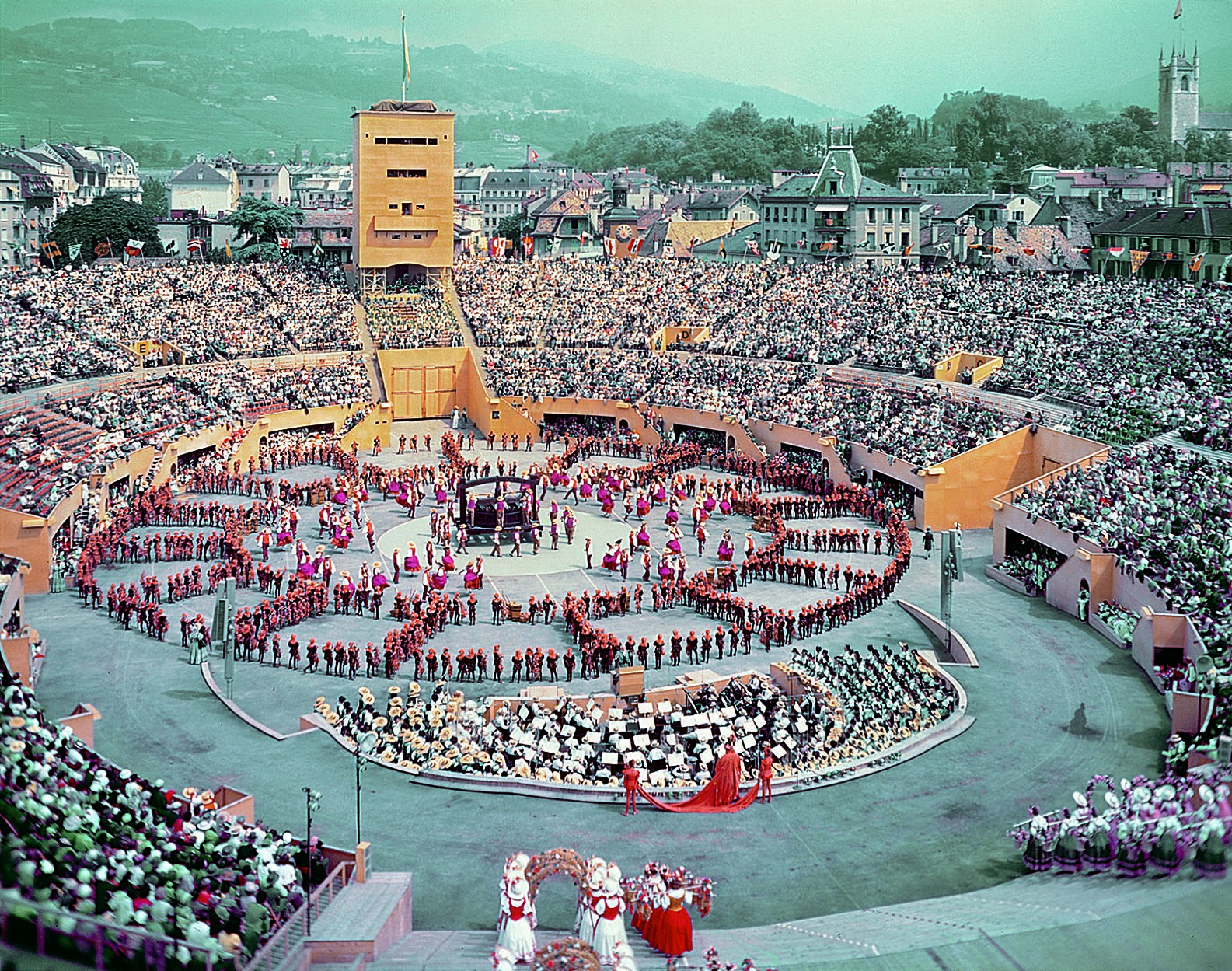
Arena festiwalu w 1955 roku

Podczas pierwszego z przedstawień nagradzani są najlepsi w minionych latach winiarze i właściciele winnic. Kolejne nawiązują do tradycyjnych tematów, takich jak praca na roli i uprawa winorośli, spęd bydła z hal (przy akompaniamencie wspólnie śpiewanej pieśni alpejskich pasterzy krów – Ranz des Vaches), cykl pór roku (gdzie Bachus reprezentuje jesień, Ceres – lato, a Pales – wiosnę), braterstwo, Dzień Świętego Marcina czy szwajcarskie wiejskie wesele. Trasa największego podczas trwania festiwalu pochodu, w którym udział biorą aktorzy przebrani w historyczne kostiumy, a także osoby niosące drewniane figurki na kiju zwane marmousets, wiedzie brzegiem jeziora do sąsiedniego miasta La Tour-de-Peilz i z powrotem, co tworzy pętlę o długości ok. 6 km. W odbywających się w ramach Święta Winobrania przemarszach udział biorą również przedstawiciele szwajcarskich kantonów.
Za organizację święta odpowiada Bractwo Winiarzy (fr. La Confrérie des Vignerons) – stowarzyszenie non-profit liczące w 2019 roku ok. 1700 członków. Bractwem zarządza Opat-Prezydent (fr. Abbé-Président) oraz licząca 24 członków Rada (fr. Le Conseil), która w połowie składa się z winiarzy. Każdorazowo datę kolejnej edycji festiwalu ustalają członkowie stowarzyszenia podczas walnego zgromadzenia; najczęściej około dziesięciu lat przed planowanym następnym Świętem Winobrania. W trwających kilka lat przygotowaniach udział biorą tysiące wolontariuszy, zawodowi artyści (muzycy, aktorzy i reżyserzy), a przede wszystkim mieszkańcy miasta i regionu, co wpływa na poczucie przynależności do wspólnoty.
Budżet ostatniej edycji festiwalu, który trwał od 18 lipca do 11 sierpnia 2019 roku, wyniósł ok. 100 mln franków szwajcarskich.

## Galeria

Święto Winobrania w Vevey w 2019 roku
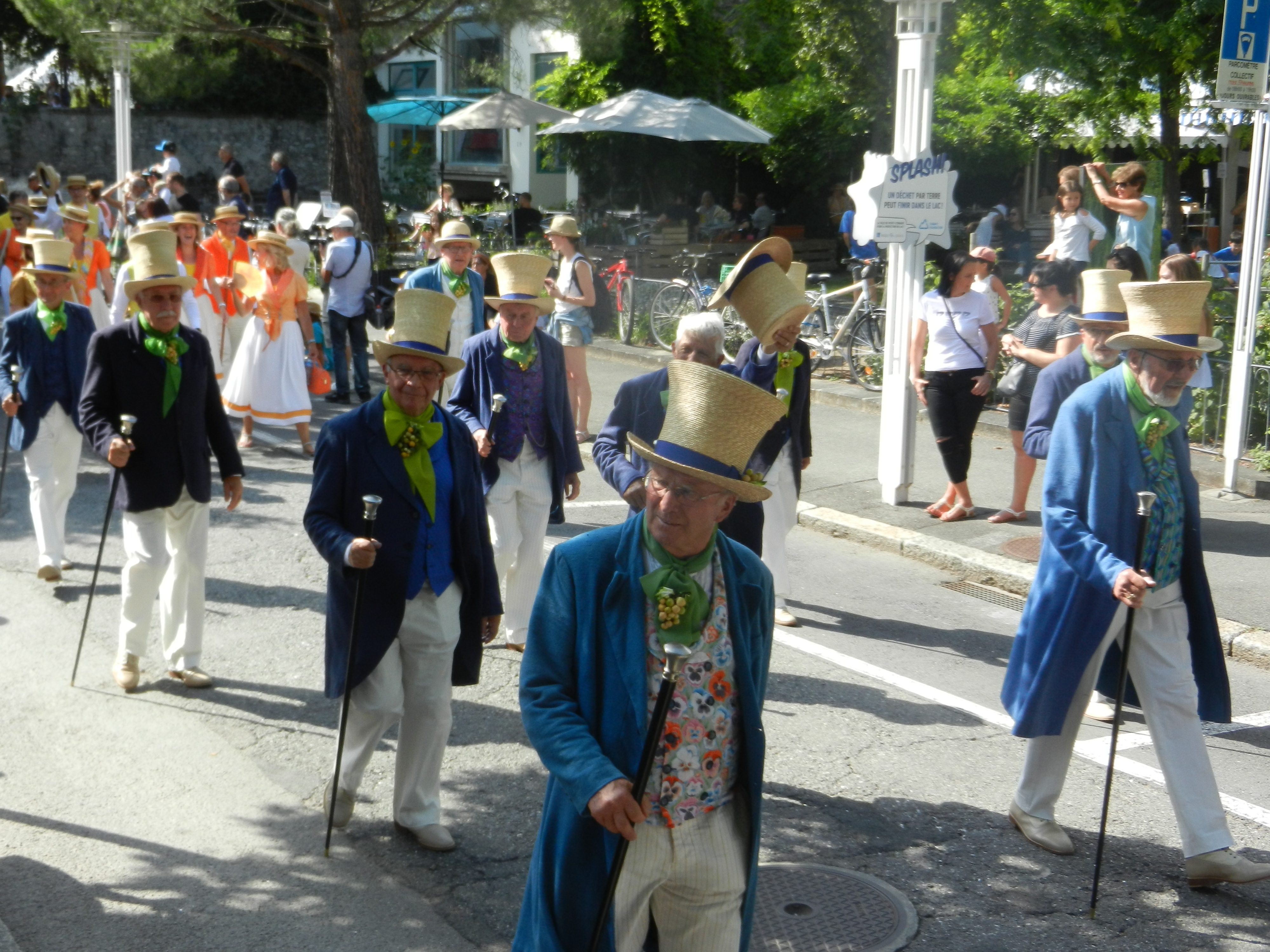
Procesja Bractwa Winiarzy
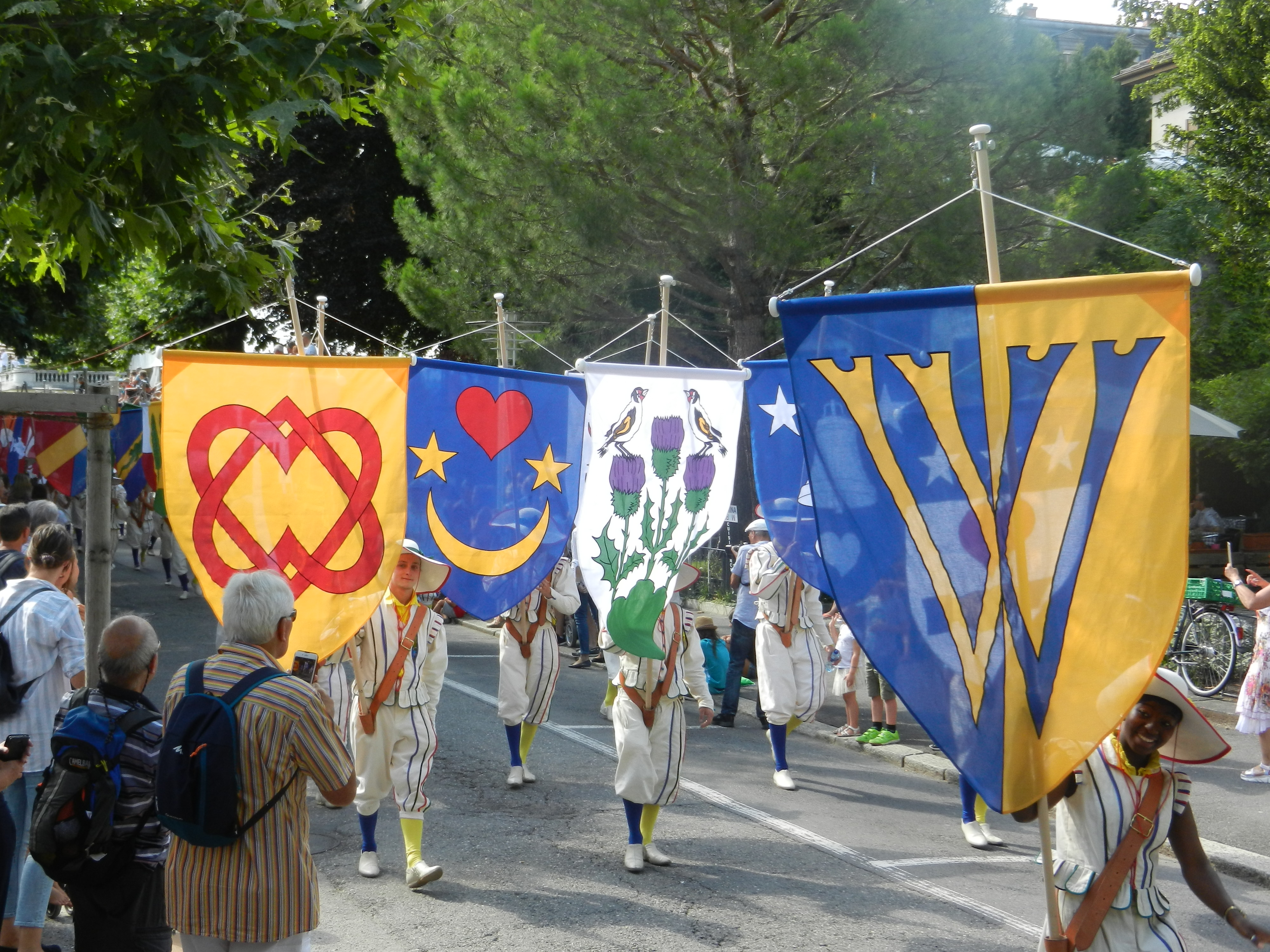
Procesja ze sztandarami
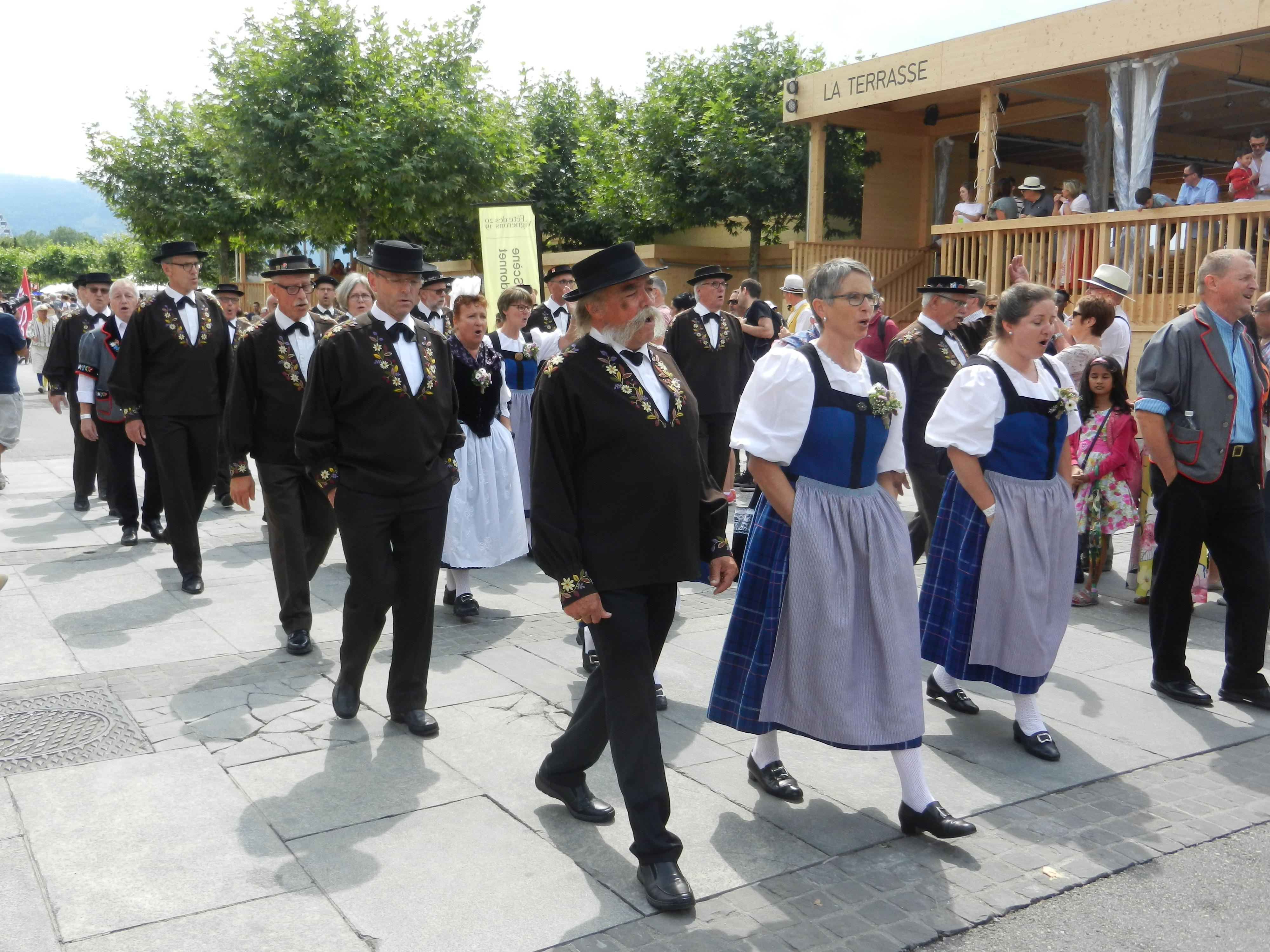
Przemarsz przedstawicieli kantonów
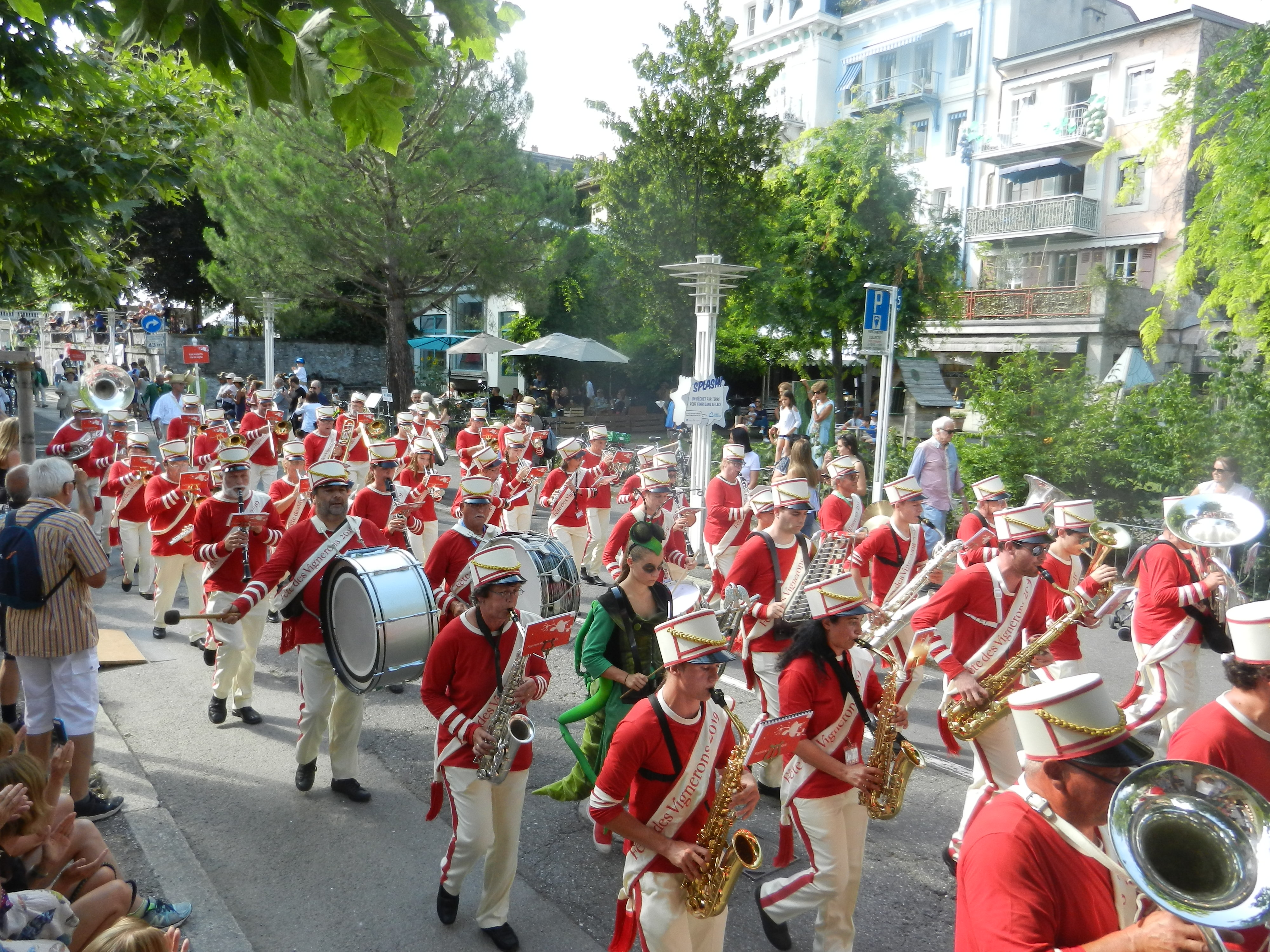
Pochód ulicami Vevey
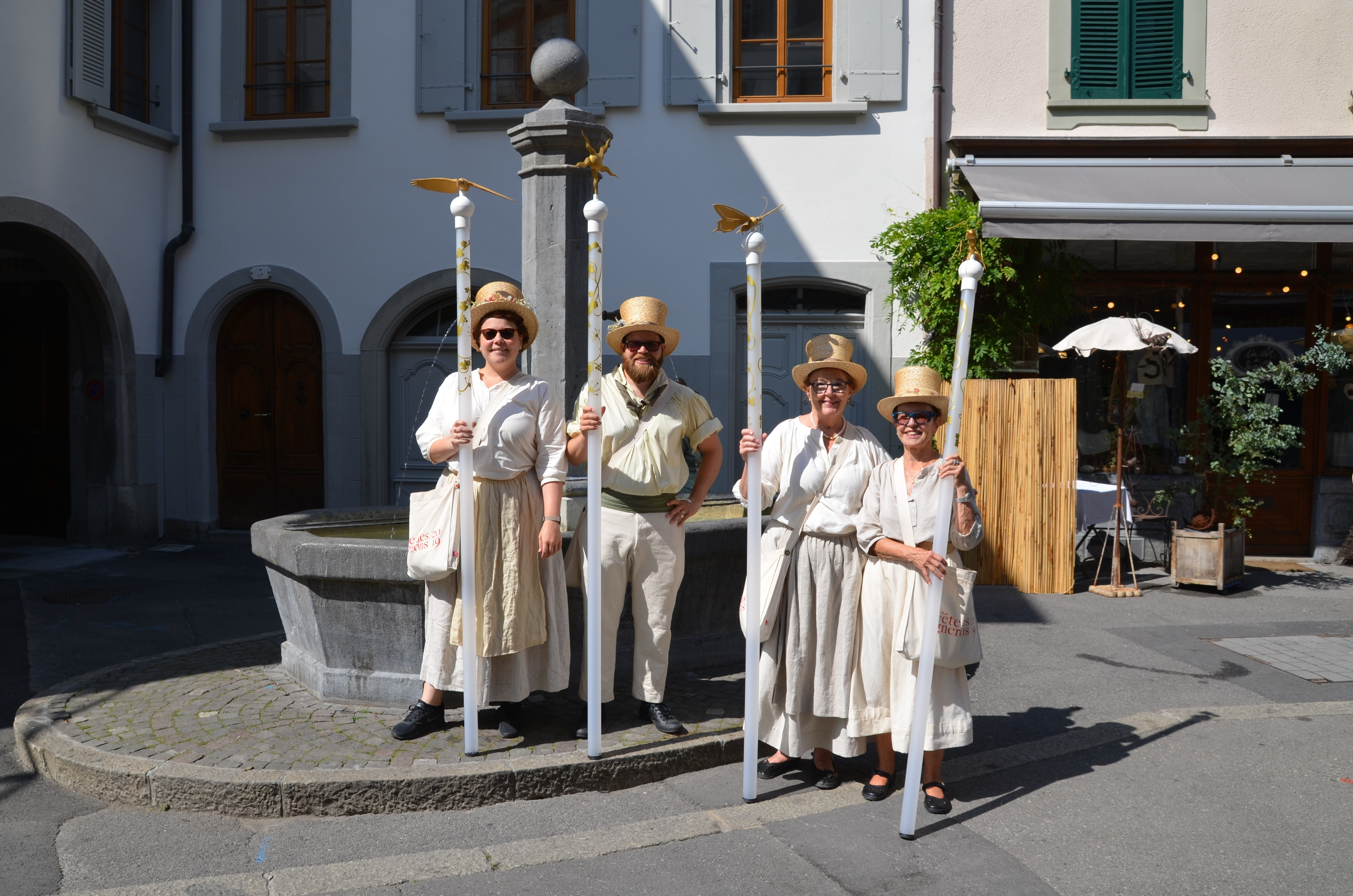
Uczestnicy pochodu z figurkami marmousets
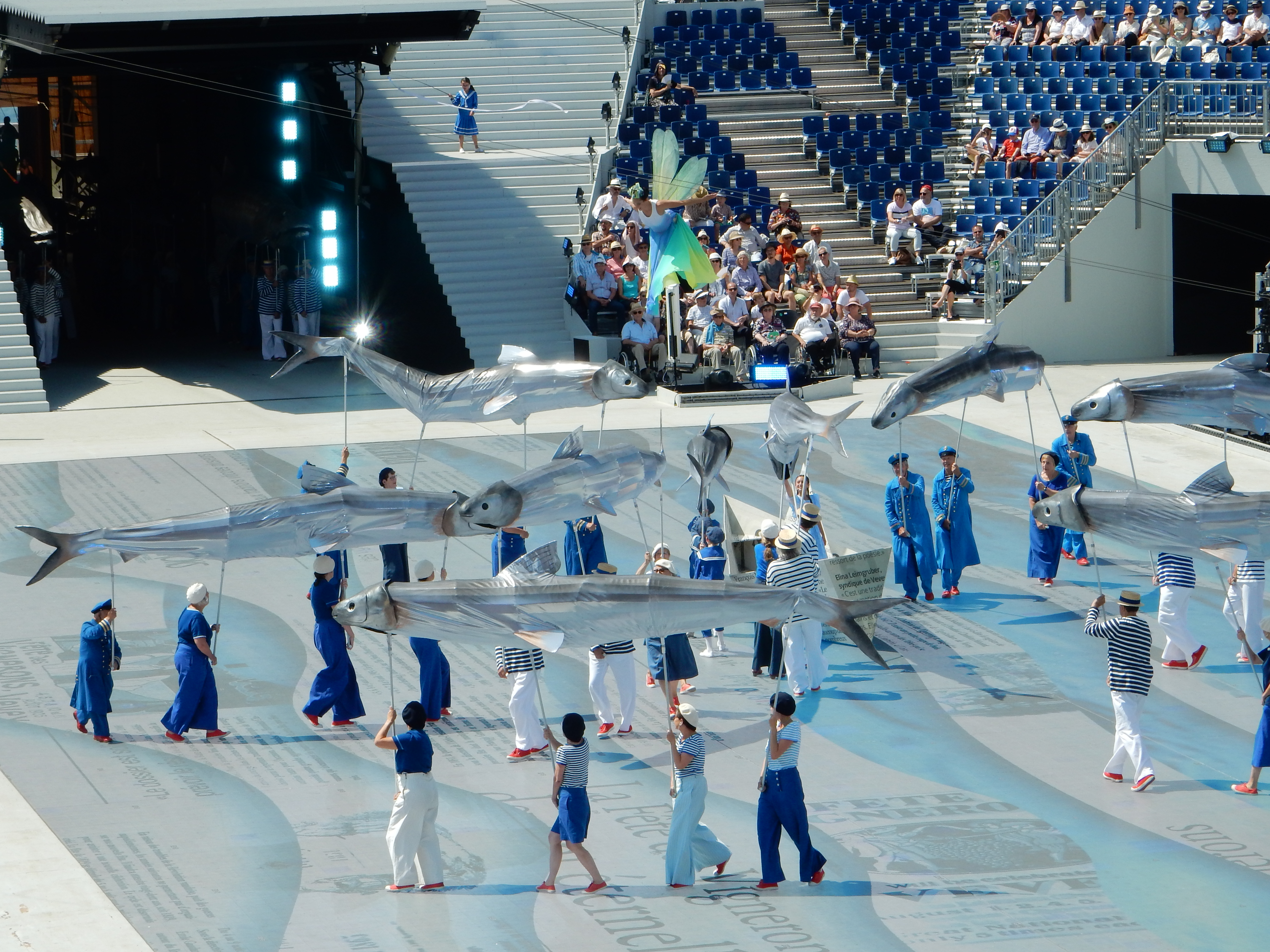
Występy na Place du Marché
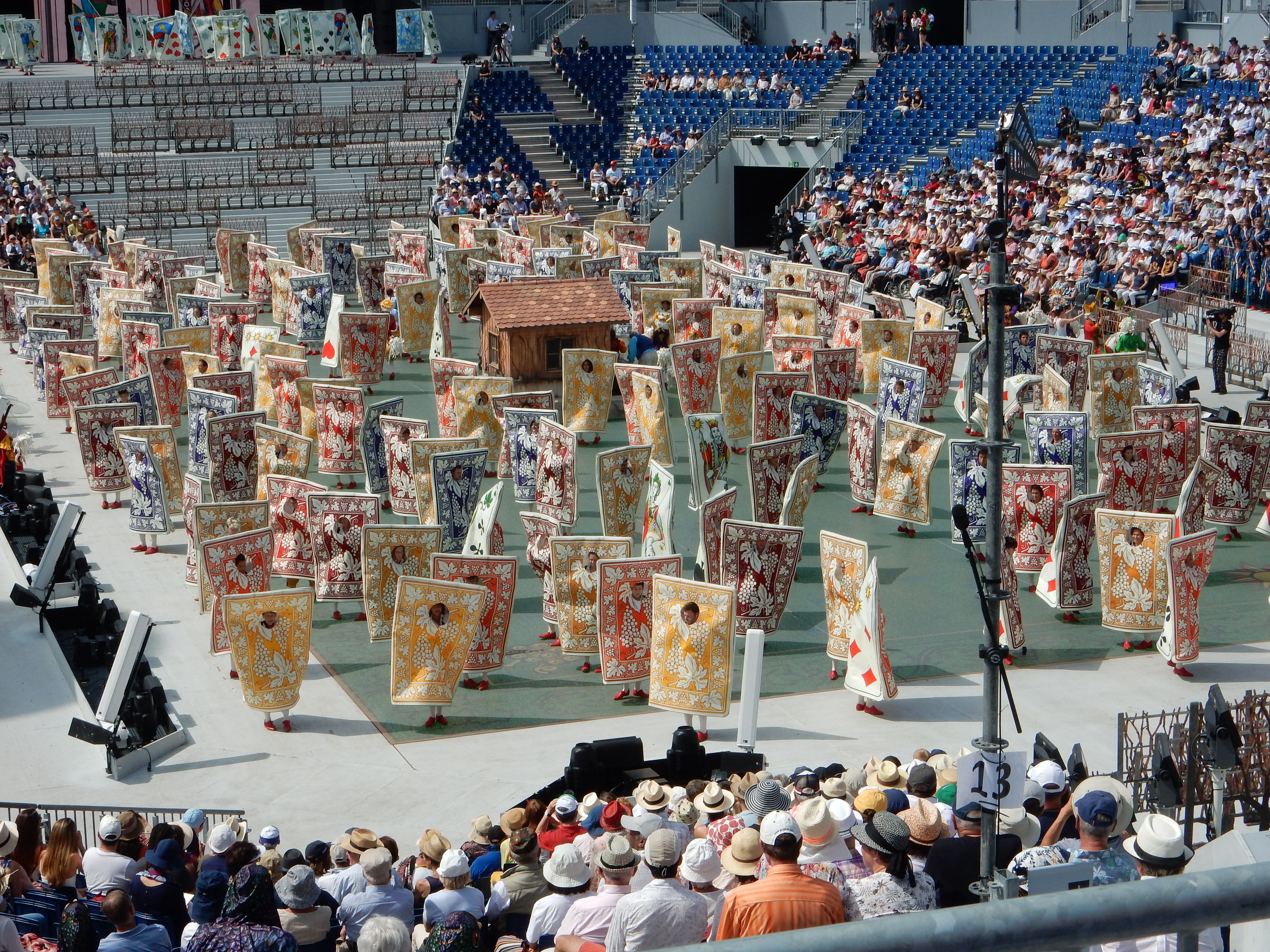
Występy na Place du Marché
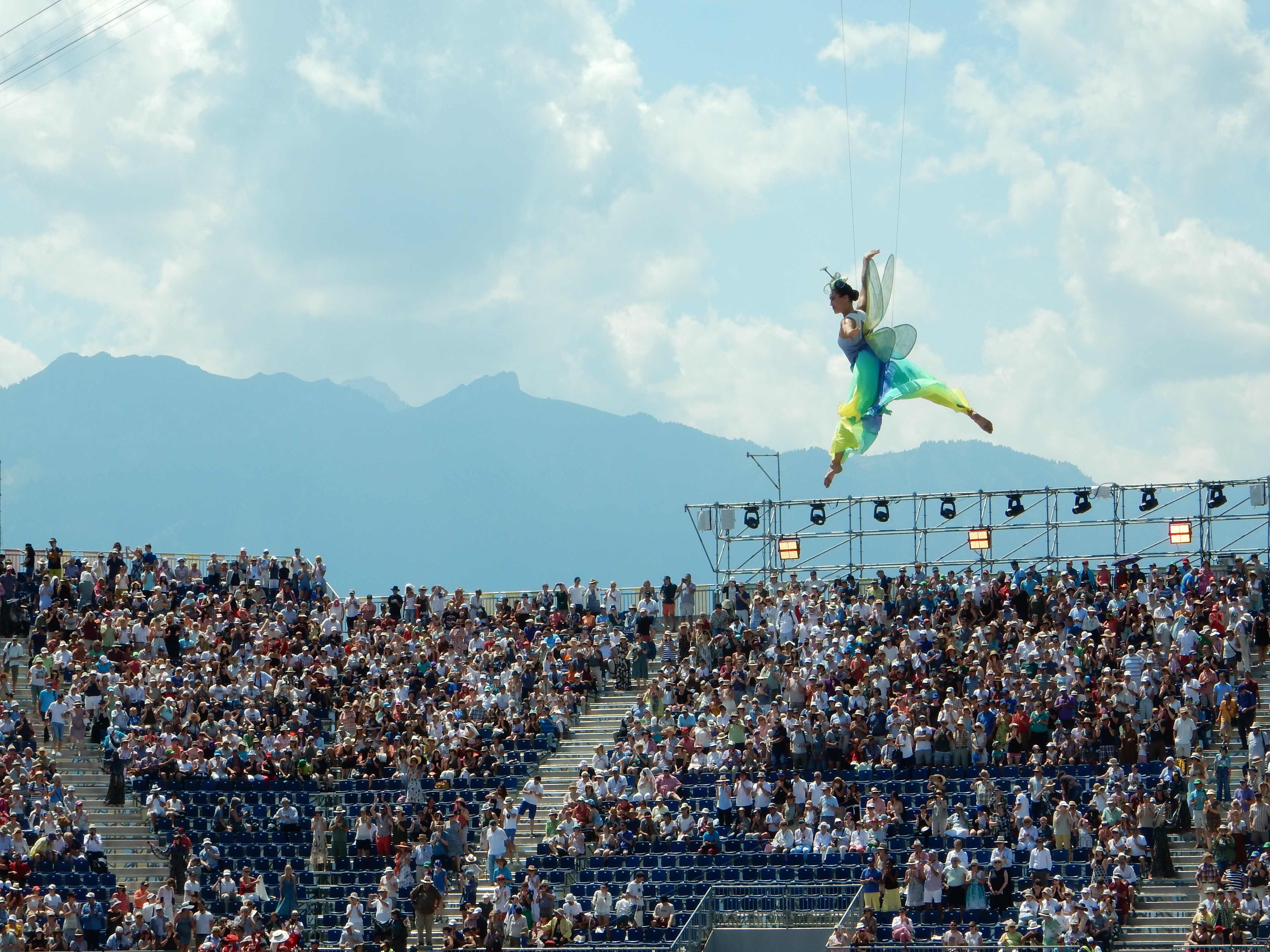
Występy na Place du Marché